# باب الساهرة

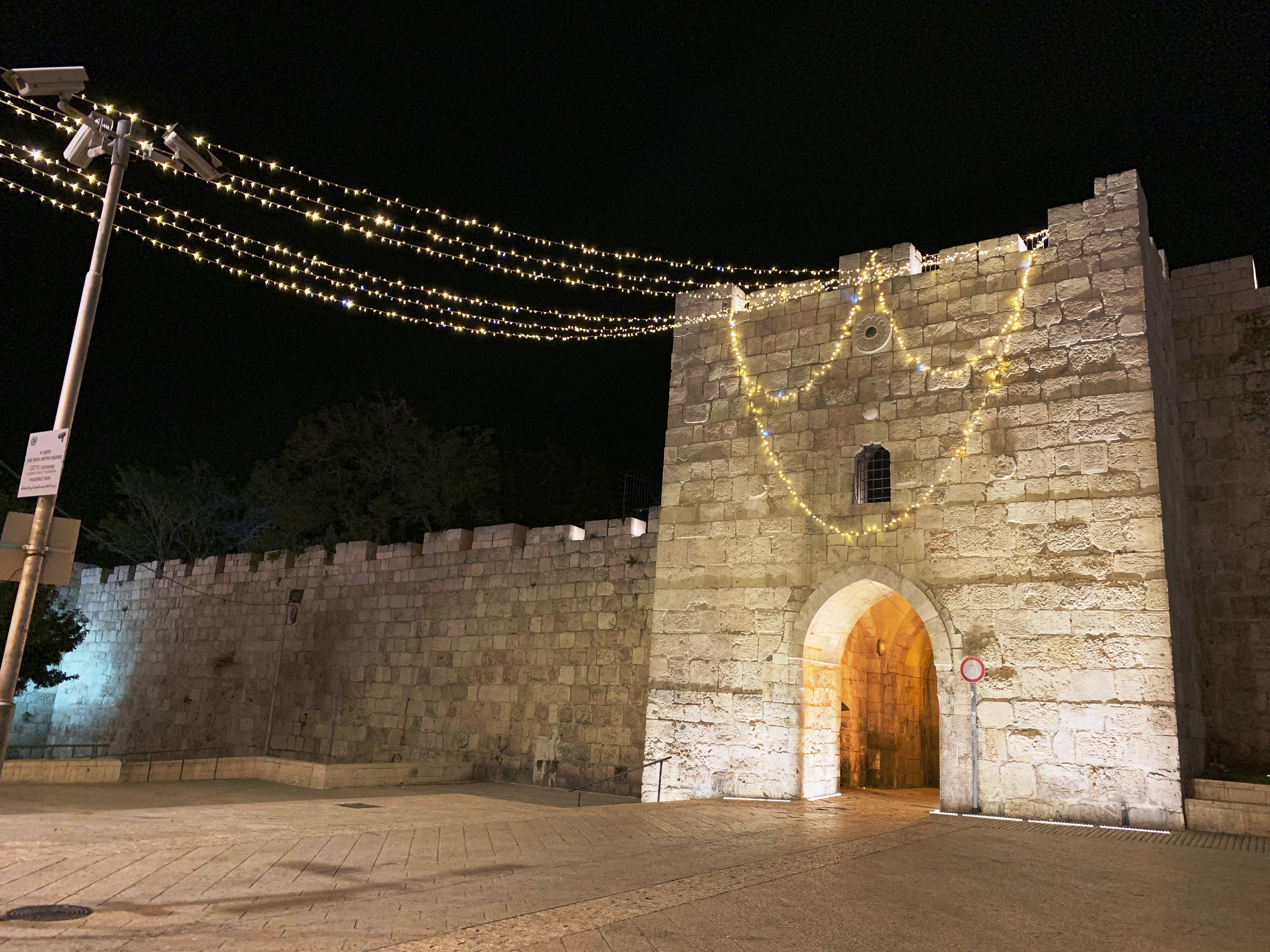
باب الساهرة ليلًا 2019.

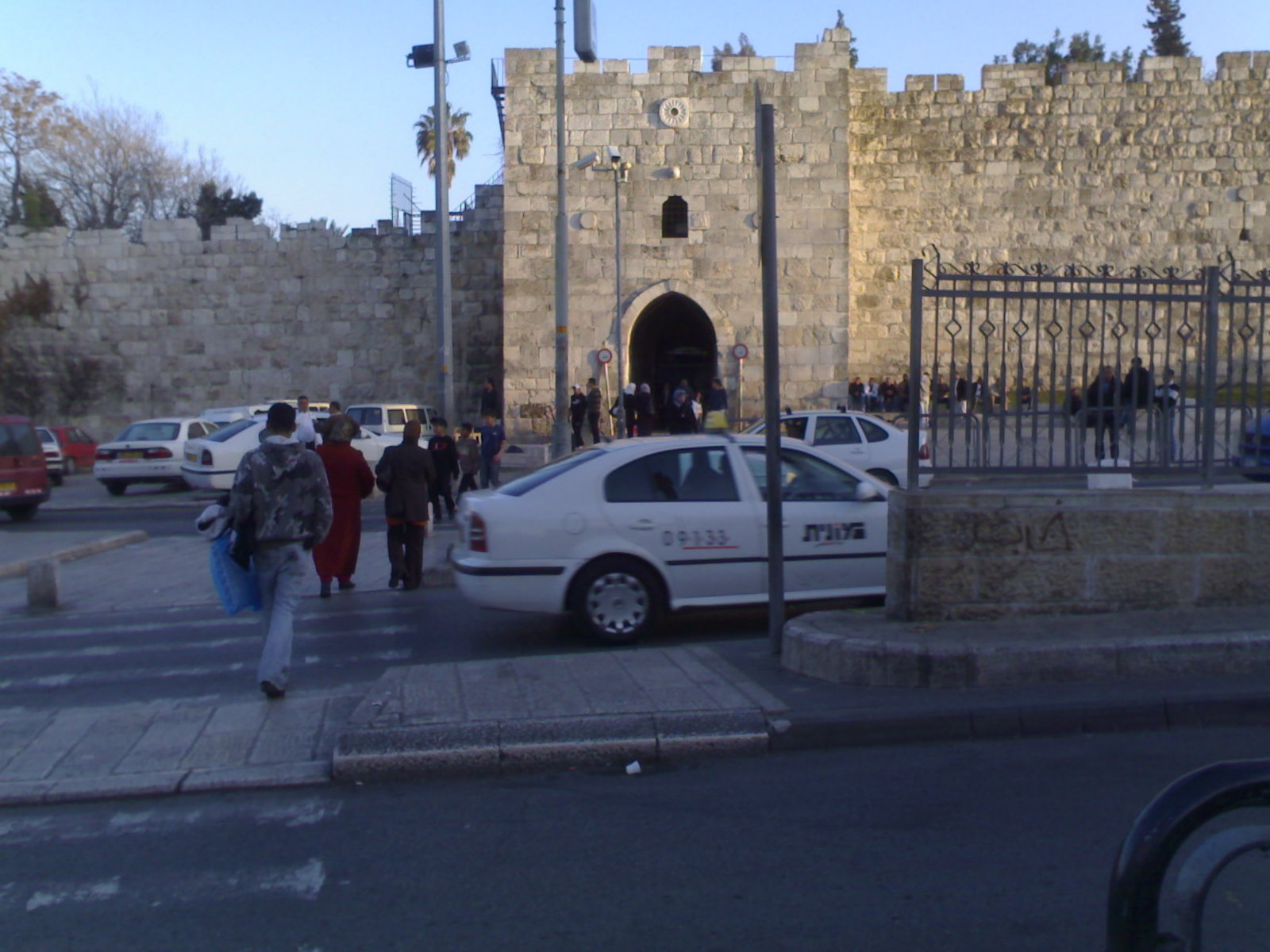
صورة لباب الساهرة

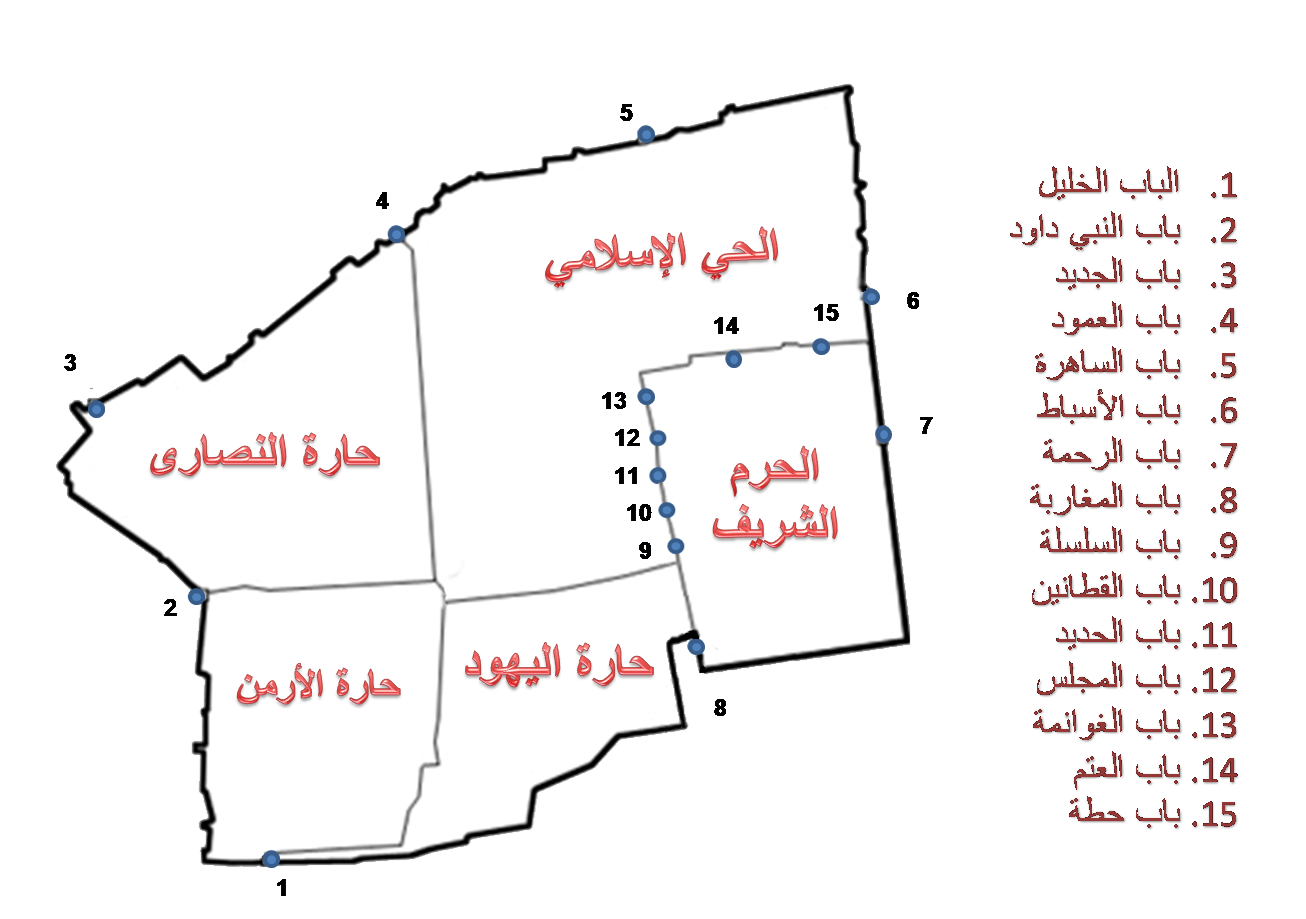
بوابات القدس وحرم المسجد الأقصى

باب الساهرة أو باب الزهور في العبرية (שער הפרחים) أو باب هيرودس بالإنجليزية (Herod's Gate) هو أحد أبواب القدس القديمة الثمانية. يقع في الركن الشمالي من المدينة موصلا منها إلى حي الساهرة الذي يقطنه العرب. من يدخل إلى القدس القديمة عبر باب الساهرة يصل إلى حي باب حطة وباب الغوانمة ووجميع الأبواب في الحائط الشمالي للحرم.
قام الاتراك عام 1875 بفتح ممر في الحائط الشمالي لمبنى الباب لتوسعته ولتسهيل المرور إلى البلدة القديمة وقاموا بسد المدخل القائم من أيام سليمان القانوني.
وهو يجاور الحي الإسلامي، ويقع على بعد مسافة قصيرة شرق باب العامود. ارتفاعه 755 متر فوق مستوى سطح البحر.

## التسميات
باب هيرودس هو الاسم المسيحي للبوابة.
باب الساهرة هو الاسم العربي الإسلامي للباب. حيث يقع بالقرب من الباب حي عربي يدعى باب الزاهرة. الزاهرة هو تحوير لاسم «الساهرة» نظرًا إلى التل والمقبرة بالقرب من باب الزاهرة، حيث دفن الناس الذين أقاموا الحج إلى مكة المكرمة. كما ويوجد تفسير آخر في سورة النازعات، آية 6-14 من القرآن حيث يتحدث عن يوم القيامة باستخدام عبارة أنهم سيعودون إلى سطح الأرض («ساهرة»)، ويوجد تفسير قديم يشرح أن هذا المصطلح هو الاسم الصحيح لوادي أو سهل. المعنى الآخر لـ «الساهرة»، مأخوذ كفعل، وهو «أن يكون متيقظًا». أصبح اسم «الساهرة»، الذي تغير إلى «الزاهرة»، «الزهرة» على بعض من الخرائط من القرن التاسع عشر والعشرين.
باب الزهور هو الاسم العبري للبوابة. حيث فسر الاسم على أنه ترجمة كلمة «باب الزاهرة»، ولكن الأصل الشهير في الاسم العبري يربطه بحجر الوردة الذي يزين برج البوابة.
هذا الباب هو واحد من أحدث أبواب مدينة القدس. في الوقت الذي بنى فيه سليمان القانوني أسوار المدينة في ثلاثينيات القرن التاسع عشر، كان هناك بابٌ صغير موجود في الجدار الشرقي للسور، والذي كان نادراً ما يتم فتحه. في السابق، كانت المنطقة السكنية داخل هذا الباب تُعرف باسم بيزيثا (التي ترجمت إلى «المدينة الجديدة»)، والتي استقرت خلال فترة الهيكل الثاني المتأخر لاستيعاب الزيادة السكانية في القدس. وبحلول عام 1875، من أجل توفير ممر إلى الأحياء الجديدة التي بدأت في التطور شمال المدينة القديمة، فتح العثمانيون بابًا جديدًا في الجدار الأمامي من السور، الذي يواجه شارع السلطان سليمان. توفيراً لسهولة الوصول، وتم إغلاق الباب الأصلي. في عام 1998 وفي السنين اللاحقة (أحدثها في سنة 2004)، أجرى علماء الآثار من سلطة الآثار الإسرائيلية في المنطقة الشرقية من باب الساهرة تنقيبات أثرية. ركز الحفر على ثلاث مناطق منفصلة مجاورة للجدار، وتم اكتشاف تسعة طبقات أثرية من العصر الحديدي وحتى الفترة العثمانية. من بين أهم الاكتشافات هي الهياكل من فترة الهيكل الثاني، وتعدُ جزء كاملاً من الجدار البيزنطي الروماني وتم ايضاً ايجاد بقايا بناءٍ هائل تحت الجدار. تم تحديد هذه البقايا كأجزاء من حصن من العصور الإسلامية القديمة ومن العصور الوسطى. تشير الروايات التاريخية إلى أنه في عام 1099م، دخل الجيش الصليبي تحت قيادة غودفري المدينة من خلال خرق من الجهة الشرقية من باب الساهرة الحالي.